# Azimutalni kvantni broj
Azimutalni kvantni broj je kvantni broj atomske orbitale koji određuje orbitalni ugaoni momenat i opisuje oblik orbitale. Azimutalni kvantni broj je drugi od kvantnih brojeva koji opisuju jedinstveno kvantno stanje elektrona (ostali su glavni kvantni broj, spektroskopska notacija, magnetski kvantni broj i spinski kvantni broj).  Takođe je poznat kao orbitalni kutni momenat, orbitalni kvantni broj ili drugi kvantni broj i njegova oznaka je ℓ.

## Izvođenje
Četiri kvantna broja su povezana s energetskim stanjima elektrona u atomu: n, ℓ, mℓ i ms.  Oni određuju celovito, jedinstveno kvantno stanje jednog elektrona u atomu, i čine njegovu talasnu funkciju ili orbitalu.  Pomoću Schrödingerove jednačine moguće je odrediti prva tri kvantna broja, kada se reše tri jednačine. Zbog toga su jednačine za prva tri kvantna broja sve međusobno povezane.